# Judentum in Kasachstan
Juden in Kasachstan haben eine relativ kurze Geschichte. Die Mehrheit von ihnen sind Aschkenasi (Juden aus Mittel- und Osteuropa), die im 17. Jahrhundert als Wehrpflichtige der zaristischen Armee nach Kasachstan kamen. Offiziellen Angaben zufolge leben in Kasachstan ca. 3300 Juden (Stand 2016). Sie sind überwiegend russischsprachig und identifizieren sich mit der russischen Kultur.

## Geschichte
Es wird vermutet, dass die ersten Juden im Mittelalter als Händler über die Seidenstraße nach Kasachstan gezogen sind. In der Stadt Türkistan geht etwa die Herausbildung jüdischer Siedlungen auf das 15. Jahrhundert zurück, als historische Quellen in diesem Gebiet von der Existenz einer Synagoge zeugten. Eines der ersten schriftlichen Zeugnisse über die aschkenasisch-jüdische Gemeinde Kasachstans stammt aus dem Jahr 1825. Daraus geht hervor, dass in der Region Semipalatinsk 12 Personen „jüdischen Glaubens“ lebten.
In der Sowjetzeit konzentrierte sich das jüdische Leben Kasachstans größtenteils in den Städten Alma-Ata, Tschimkent, Türkistan und Kysylorda mit funktionierenden Synagogen. Zu einem deutlichen Anstieg jüdischer Bevölkerung kam es jedoch in den 1930er und 1940er Jahren bedingt durch die Einwanderung aus dem ehemaligen Ansiedlungsrayon und die massenhaften Evakuierungsmaßnahmen zwischen 1941 und 1942, als Hunderttausende Juden aus dem europäischen Teil der UdSSR nach Kasachstan umgesiedelt wurden. Als Folge dessen wuchs der Anteil der Juden von 3600 im Jahr 1936 bis auf 28.000 im Jahr 1959.

## Moderne
Als berühmtester Vertreter der kasachisch-jüdischen Gemeinde galt der in Dnepropetrowsk geborene und während des „Großen Terrors“ wegen religiöser Aktivitäten nach Kasachstan verbannte Rabbiner Lewi Jitschak Schneerson vom Chabad-Lubawitsch. Er wurde unter anderem der Verbreitung antisowjetischer Propaganda beschuldigt. Doch auch im Exil machte sich Schneerson für die Förderung des jüdischen Glaubens stark. Er starb 1944 in Alma-Ata und wurde erst 1989 wieder rehabilitiert. Am 19. Dezember 1999 übergab der Präsident Kasachstans Nursultan Nasarbajew die 3-bändigen Archivmaterialien über das Lebenswerk Schneersons dem Lubawitscher Rebben in New-York. Nach ihm ist die Zentrale Synagoge Kasachstans in Alma-Ata benannt worden.
Die moderne aktive Phase der Wiederbelebung des jüdischen Lebens in Kasachstan begann 1994, nachdem der Rabbi Eschai Kogen die Leitung der Gemeinde übernahm. Seitdem wurden insgesamt fünf Synagogen in Almaty, Astana, Karaganda, Pawlodar und Ust-Kamenogorsk im Zeitraum zwischen 1997 und 2015 nach umfassenden Erneuerungsarbeiten wiedereröffnet bzw. neu aufgebaut. Allerdings sind seit 1989 bis zu 10.000 kasachische Juden nach Israel ausgewandert.
Im Dezember 1999 wurden sämtliche jüdische Gemeinden Kasachstans in den „Allkasachischen Jüdischen Kongress“, den neu konstituierten Dachverband integriert. Aus den heutzutage in Kasachstan tätigen 20 jüdischen Vereinen ragen insbesondere die Mizwa-Vereinigung, Chabad-Lubawitsch, das Joint-Distribution Committee, welches entlegene jüdische Ortschaften u. a. mit Lebensmitteln versorgt und die Jewish Agency for Israel heraus. 
Ungefähr 700 Schüler besuchen 14 jüdische Schulen, die über das ganze Land verstreut sind.
Laut der National Coalition Supporting Soviet Jewry sind in Kasachstan, abgesehen von wenigen Einzelfällen, keine ernstzunehmenden Fälle von Antisemitismus bekannt.